# بطولة العالم لليغ أوف ليجيندز
بطولة العالم لليغ أوف ليجيندز هي بطولة عالم سنوية في لعبة ليغ أوف ليجيندز تنظمها ريوت غيمز.في 2018 شاهد 99.6 مليون شخص النهائي.